# Лехліу
Лехліу (рум. Lehliu) — село у повіті Келераш в Румунії. Адміністративний центр комуни Лехліу.
Село розташоване на відстані 57 км на схід від Бухареста, 51 км на північний захід від Келераші, 148 км на захід від Констанци, 142 км на південний захід від Галаца.

## Населення
За даними перепису населення 2002 року у селі проживали 1953 особи. Усі жителі села рідною мовою назвали румунську.
Національний склад населення села:
| Національність | Кількість осіб | Відсоток |
| -------------- | -------------- | -------- |
| румуни         | 1871           | 95,8%    |
| цигани         | 82             | 4,2%     |